# بني علاالاعلى (حجة)

تعديل مصدري - تعديل

بني علاالاعلى هي إحدى قرى عزلة جبل عيان بمديرية حجة التابعة لمحافظة حجة، بلغ تعداد سكانها 111 نسمة حسب تعداد اليمن لعام 2004.